# Ministerio de Hacienda (Finlandia)
El Ministerio de Hacienda (en finés: Valtiovarainministeriö (VM); en sueco: Finansministeriet) es uno de los 12 ministerios que componen el gobierno finlandés. El ministerio prepara la política económica y financiera del Gobierno, así como el presupuesto estatal y actúa como experto en política fiscal. El ministerio emplea indirectamente a unas 12.000 personas a través de su rama administrativa. Aproximadamente 360 personas están empleadas directamente por el ministerio.
El ministerio está dirigido por la Ministro de Hacienda de Finlandia, Riikka Purra y también está compuesto por la ministra de Gobierno Local, Anna-Kaisa Ikonen. El funcionario público de mayor rango del ministerio es el Secretario Permanente Martti Hetemäki.
Para 2020, el presupuesto del ministerio fue de 18.402.927.000 €. 

## Historia
Junto con el Ministerio de Justicia, el Ministerio de Hacienda es uno de los dos ministerios más antiguos de Finlandia. La autonomía fiscal de Finlandia comenzó con la Dieta de Porvoo en 1809, cuando el Emperador de Rusia y el Gran Duque de Finlandia Alejandro I declaró solemnemente que todos los impuestos recaudados en el autónomo Gran Ducado de Finlandia se utilizarían únicamente para satisfacer las propias necesidades de la nación. El predecesor del Ministerio de Hacienda se llamó División Económica del Consejo de Gobierno. Fue fundada para gestionar los asuntos civiles, administrativos y económicos del país. 